# Michael Kelly (strzelec)
Michael „Mike” Kelly (ur. 29 marca 1872 w Galway, zm. 3 maja 1923 w Koblencji) – amerykański strzelec pochodzenia irlandzkiego, dwukrotny mistrz olimpijski.
Wyemigrował do Stanów Zjednoczonych w 1888 roku. Osiadł w Nowym Jorku i pracował jako robotnik. W 1893 roku wstąpił do Korpusu Inżynieryjnego USA, gdzie dosłużył się stopnia sierżanta. W czerwcu 1920 roku otrzymał amerykańskie obywatelstwo.
Kelly wystąpił na Letnich Igrzyskach Olimpijskich 1920 w przynajmniej dwóch konkurencjach. W drużynowym strzelaniu z pistoletu wojskowego z 30 m zdobył wraz z kolegami z reprezentacji złoty medal, osiągając najsłabszy rezultat wśród amerykańskich zawodników (skład zespołu: Karl Frederick, Louis Harant, Michael Kelly, Alfred Lane, James Snook). Wygrał także w drużynowych zawodach w pistolecie dowolnym z 50 metrów, uzyskując przedostatni wynik w ekipie (skład drużyny – poza Raymondem Brackenem, który zastąpił Louisa Haranta – był taki sam).
Po igrzyskach w Antwerpii przeszedł na emeryturę i zamieszkał w Koblencji, gdzie niedługo później zmarł.

## Wyniki

### Igrzyska olimpijskie
| Igrzyska | Konkurencja                        | Wynik                                      | Miejsce | Źródło |
| -------- | ---------------------------------- | ------------------------------------------ | ------- | ------ |
| IO 1920  | Pistolet wojskowy, 30 m, drużynowo | 1310 pkt. (druż.) 256 pkt. ind. (83–86–87) |         | [ 1 ]  |
| IO 1920  | Pistolet dowolny, 50 m, drużynowo  | 2372 pkt. (druż.) 468 pkt. (ind.)          |         | [ 2 ]  |